# Drosophila pseudosordidula
Drosophila pseudosordidula är en tvåvingeart som beskrevs av Kaneko och Tokumitsu 1964. Drosophila pseudosordidula ingår i släktet Drosophila och familjen daggflugor.
Artens utbredningsområde är Japan.